# Kamen Rider Ghost
Kamen Rider Ghost (仮面ライダーゴースト Kamen Raidā Gōsuto?) es el título de la 26.ª temporada de la franquicia Kamen Rider, producida por Toei Company y emitida en TV Asahi desde el 4 de octubre de 2015. Su protagonista, Shun Nishime, es, con 17 años, el segundo actor más joven en protagonizar una temporada de la franquicia, empatado con Takeru Satō de Kamen Rider Den-O y solo superado por Masaki Suda, de Kamen Rider W, que entonces tenía 16 años. Esta temporada usó dos eslóganes: "Vida, ¡enciéndela!" (命、燃やすぜ! Inochi, moyasu ze!?) y "El héroe una vez muerto revive" (ヒーローは、一度死んで甦る。 Hīrō wa, ichido shinde yomigaeru?)

## Argumento
Takeru Tenkūji, cuyo padre era un cazafantasmas que murió hace 10 años, muere a manos de un monstruo diabólico llamado Ganma (眼魔?) cuando intenta proteger de su ataque a su amiga Akari Tsukimura. Un misterioso ermitaño trae de vuelta a la vida a Takeru y le entrega el cinturón de transformación Ghost Driver y unas Eyecons (眼魂（アイコン） Aikon?). El ermitaño le dice a Takeru que tiene 99 días para reunir las 15 Eyecons que faltan para volver a la vida permanentemente, y que debe luchar contra Ganma como Kamen Rider Ghost para obtenerlas. Le ayuda el sacerdote shinto Onari, que en el pasado ayudó a su padre como cazafantasmas, así como Akari, amiga de Takeru desde la infancia, que siempre busca razones más científicas para sus encuentros sobrenaturales. En su camino están Makoto Fukami, otro joven con un Ghost Driver que se puede transformar en Kamen Rider Specter (仮面ライダースペクター Kamen Raidā Supekutā?), y los Ganma liderados por Alain y su misterioso benefactor.

## Personajes

### Riders
- Takeru Tenkūji (天空寺 タケル Tenkūji Takeru?)/Kamen Rider Ghost (仮面ライダーゴースト Kamen Raidā Gōsuto?): Es un joven de 18 años y actual heredero del Daitenkū-ji (大天空寺?), un templo sintoista que ha sido cuidado por la familia Tenkūji desde hace generaciones. Diez años atrás, su padre aparentemente murió, dejándole como regalo la tsuba de una katana que al parecer perteneció a Miyamoto Musashi, y que desde entonces lleva al cuello como un colgante. Además de interesarse por Musashi, también le gusta leer un libro titulado Historia de las más grandes personas, así como aprender sobre la historia y las leyendas de las grandes figuras históricas. Deseoso de seguir los pasos de su padre como cazador de fantasmas, se lamenta de no poder verlos, hasta que recibe el día de su 18.º cumpleaños un Eyecon, con el que ve por primera vez a unas criaturas monstruosas llamadas Ganma que le atacan y le matan, ya que los Ganma son los Eyecons mismos. Un misterioso ermitaño le resucita y le da los poderes de Kamen Rider Ghost y le dice que tiene 99 días para reunir los 15 Eyecons de grandes hombres de la historia si quiere volver definitivamente a la vida, ya que la magia del ermitaño no es lo bastante fuerte para que la resurrección sea permanente.
- Makoto Fukami (深海 マコト Fukami Makoto?)/Kamen Rider Specter (仮面ライダースペクター Kamen Raidā Supekutā?): Es uno de los amigos de la infancia de Takeru después de que él y su hermana Kanon fueron abandonados en el Templo Daitenkū-ji por su padre Daigo 10 años antes de la serie. Pero como Makoto más tarde supo, él y Kanon eran en realidad humanos artificiales creados antes de que su padre los criara hasta que su madre muriera. Cuando Makoto y Kanon fueron absorbidos por el mundo Ganma Kanon fue reducida a Ganma Eyecon después de que su cuerpo pereció, Makoto transfirió su alma a un Eyecon para que pueda viajar al mundo humano y obtener los 15 héroes Eyecons para desear la restauración de su hermana. Makoto se puso del lado de Chikara Saionji y Alain para alcanzar su objetivo, oponiéndose a Takeru en el proceso hasta que Saionji secuestra a Kanon para obligar a Makoto a cumplir sus intenciones. Después de que Takeru deseara restaurar el cuerpo físico de Kanon, Makoto promete ayudar a Takeru a encontrar los Eyecons una vez más para que pueda volver a la vida
- Alain (アラン Aran?):/Kamen Rider Necrom (仮面ライダーネクロム Kamen Raidā Nekuromu?): Es el hijo más joven del emperador Adonis y el príncipe de los Ganma. Él busca a los Eyecons para examinar su poder, empleando a Chikara para ese propósito. Alain tiene una fe firme y casi ciega en la ideología del Ganma: las vidas individuales no tienen ningún valor, y el mundo humano estaría mejor bajo el control de Ganma. Después de quedar atrapado en su cuerpo mortal y verse obligado a vivir en el mundo humano, Alain fue abrumado por nuevas emociones, incluyendo hambre, dolor y miedo a la muerte. Su fría personalidad cambia después de que aprendió la verdad de su mundo junto con la muerte de su padre por parte de Adel.
- Alia (アリア Aria?)/Kamen Rider Dark Necrom P(ink) (仮面ライダーダークネクロムＰ [ピンク] Kamen Raidā Dāku Nekuromu Pinku?): Es la hermana mayor de Alain y Adel que una vez se hizo cargo de los hermanos Fukami. Alia se da cuenta de los planes de su hermano Adel de matar a su padre Adonis, pero antes de que pueda actuar, se cruza con Makoto en busca de su cuerpo original. Él le agradece por haberse criado a sí mismo y a Kanon mientras estaban en el Mundo Ganma y le ofrece mostrarle el mundo de los humanos, pero Alia rechaza la oferta, sabiendo que será necesaria en el Mundo Ganma después de darse cuenta de que Adel ha logrado asesinar al emperador Adonis, decide aliarse con su hermano menor Alain y sus aliados para detener a Adel por su propio bien.
- Edith (イーディス Īdisu?)/El ermitaño (仙人 sennin?)/Kamen Rider Dark Ghost (仮面ライダーダークゴースト Kamen Raidā Dāku Gōsuto?): Es un misterioso hombre que trajo de la muerte a Takeru y le enseñó a transformarse en Kamen Rider. Takeru piensa que se trata de un dios, aunque él lo ha negado. Tras ayudarle, se establece en el sótano del Daitenkū-ji para cuidar de Takeru y guiarle en la búsqueda de las Eyecons.

### Aliados
- Akari Tsukimura (月村 アカリ Tsukimura Akari?): Es una amiga de la infancia de Takeru, aunque es un año mayor que él. Es una estudiante universitaria de física. Encuentra difícil creer en lo sobrenatural que sucede alrededor de ella, incluso tras la muerte y resurrección de Takeru, y siempre busca a todo una explicación racional, sobre todo porque ella también ve a los Ganma, ya que tuvo la Eyecon en sus manos.
- Onari (御成?): Es un sacerdote sintoista de 26 años que cuida de Daitenkū-ji, ya que Takeru es todavía demasiado joven para hacerlo. Es más abierto que Akari a lo sobrenatural, ya que fue testigo junto a ella de la muerte y resurrección de Takeru, pero a diferencia de ellos, él no puede ver a los Ganma.
- Yurusen (ユルセン?): Es un pequeño espíritu que siempre acompaña al ermitaño como su espíritu familiar y que ayuda a Kamen Rider Ghost en el campo de batalla.

### Villanos
- Ganma (眼魔 Ganma?): Son unas criaturas extradimensionales que aparecen como fantasmas en el mundo físico. Han sido invocados por Chikara Saionji para cumplir una misión desconocida en nuestro mundo. Cada Ganma tiene una Eyecon que utiliza sobre un objeto físico para adquirir una forma más poderosa llamada Cuerpo Primitivo (素体 Mototai?). Los Ganma más poderosos tienen como sirvientes a los Ganma Commandos (眼魔コマンド Ganma Komando?), unos Ganma más débiles cuyas Eyecon no les sirven para adquirir Cuerpo Primitivo.
  - Adel (アデル Aderu?): Es el hermano mayor de Alain, habiendo convencido a su padre Adonis de invadir el mundo humano cuando el mundo Ganma enfrenta una crisis energética que pone en peligro su sistema de soporte vital. Como parte de su plan para reformar la Tierra, Adel mató al padre de Takeru en un intento de eliminar la interferencia, mientras que Chikara proporcionó a Makoto y Kanon como sujetos de prueba. Considerando que su padre es demasiado débil para hacer lo que debe hacerse, Adel lo encarcela mientras inculpa a Alain de "regicidio". Como miembro de la familia real Ganma, Adel posee un Ganma Eyecon especial que le permite transformarse en una forma Ganma Última. Como Ganma Última, su fuerza excede la de un Ganma Superior, y puede desactivar armas de proyectiles y derretir cosas simplemente tocándolas.
  - Jabel (ジャベル Jaberu?): Es un Ganma Superior enviado por Adonis para apoyar a Alain en su misión de reunir los Eyecons, aunque su lealtad es para Adel ya que considera que algunos de los comandos de Alain son tontos. Como un Ganma Superior, se mueve a gran velocidad y su habilidad de combate está a la par con los Kamen Riders, pero es capaz de usar su cuerpo en su beneficio de formas que los Riders no pueden. También puede liberar oleadas de energía de sus palmas.
  - Igor (イゴール Igōru?): es un científico del Mundo Ganma cuyos pensamientos son siempre científicos y nunca emocionales. Adel e Igor sugirieron la invasión del mundo humano para reclamar la vida del ser humano y usarlo para compensar la debilidad de la máquina. Debido a su tendencia a subestimar a los humanos, viéndolos como seres inferiores, Igor a menudo es abofeteado muchas veces por sus enemigos.
  - Gyro (ジャイロ Jairo?): es un hombre que fue instructor de Alain en las artes de lucha. Se transforma en un Ganma Ultima con poderes únicos, como la capacidad de invertir el tiempo en su entorno. También lleva una espada para el combate.
  - Chikara Saionji (西園寺 主税 Saionji Chikara?): Es el responsable de invocar y controlar a los Ganma para que cumplan sus designios. También está buscando las Eyecon para sus propios propósitos malignos.

## Lista de episodios
Los episodios de esta temporada están escritos en forma de oración exclamativa
1. ¡Ojos abiertos! ¡Soy yo! (開眼！俺！  Kaigan! Ore!?)[3]
2. ¡Ataque eléctrico! ¡El rey de la invención! (電撃！発明王！ Dengeki! Hatsumeiō!?)[4]
3. ¡En el blanco! ¡El arquero de la justicia! (必中！正義の弓矢！ Hitchū! Seigi no Yumiya!?)[5]
4. ¡Impresionante! ¡El castillo en el cielo! (驚愕！空の城！ Kyōgaku! Sora no Shiro!?)[6]
5. ¡Confrontación! ¡El misterioso Kamen Rider! (衝撃！謎の仮面ライダー！ Shōgeki! Nazo no Kamen Raidā!?)[7]
6. ¡Destino! ¡La melodía de regreso! (運命！再起のメロディ！ Unmei! Saiki no Merodi!?)[8]
7. ¡Extracción rápida! ¡El legendario pistolero! (早撃！伝説のガンマン！ Hayauchi! Densetsu no Ganman!?)[9]
8. ¡Actívate! ¡Otro monolito! (発動！もう一つのモノリス！ Hatsudō! Mō Hitotsu no Monorisu!?)[10]
9. ¡Magnífico! ¡El hombre leal! (堂堂！忠義の男！ Dōdō! Chūgi no Otoko!?)[11]
10. ¡Reunidos! ¡15 Eyecons! (集結！15の眼魂！ Shūketsu! Jūgo no Aikon!?)[12]
11. ¡Magnífico! ¡Los ojos misteriosos! (荘厳！神秘の目！ Shōgon! Shinpi no Me!?)[13]
12. ¡Heroico! ¡La resolución de un hombre! (壮絶！男の覚悟！ Sōzetsu! Otoko no Kakugo!?)[14]
13. ¡Emocionante! ¡Un hombre libre! (豪快！自由な男！ Gōkai! Jiyū na Otoko!?)[15]
14. ¡Espectacular! ¡El amanecer de la Tierra! (絶景！地球の夜明け！ Zekkei! Chikyū no Yoake!?)[16]
15. ¡Agonía! ¡El terco rey fugitivo! (苦悩！頑固な脱出王！ Kunō! Ganko na Dasshutsu-ō!?)[17]
16. ¡Perfecto! ¡El Kamen Rider blanco! (完璧！白い仮面ライダー！ Kanpeki! Shiroi Kamen Raidā!?)[18]
17. ¡Despampanante! ¡La reina fantasma! (絢爛！幻の女王！ Kenran! Maboroshi no Joō!?)[19]
18. ¡Giro! ¡Ciencia misteriosa! (逆転！神秘な科学！ Gyakuten! Shinpi na Kagaku!?)[20]
19. ¡Explosión! ¡Pinta desde tu corazón! (爆発！絵を描く心！ Bakuhatsu! E o Kaku Kokoro!?)[21]
20. ¡Erupción! ¡Las llamas de la amistad! (炸裂！炎の友情！ Sakuretsu! Honō no Yūjō!?)[22]
21. ¡Impresionante! ¡El mundo Ganma! (驚異！眼魔の世界！ Kyōi! Ganma no Sekai!?)[23]
22. ¡Conspiración! ¡La trampa de Adel! (謀略！アデルの罠！ Bōryaku! Aderu no Wana!?)[24]
23. ¡Poseído! ¡El Eyecon gigante! (入魂！デッカい眼魂！ Nyūkon! Dekkai Aikon!?)[25]
24. ¡Aparición! ¡El guerrero misterioso! (出現！謎の戦士！ Shutsugen! Nazo no Senshi!?)[26]
25. ¡Desastre! ¡El cielo rojo! (異変！赤い空！  Ihen! Akai Sora!?)[27]
26. ¡Conflicto! ¡Los términos de la resolución! (葛藤！決断の条件！ Kattō! Ketsudan no Jōken!?)[28]
27. ¡Hazlo o muere! ¡Listo para la infiltración! (決死！覚悟の潜入！ Kesshi! Kakugo no Sennyū!?)[29]
28. ¡Rebosante! ¡El poder del abismo! (爆現！深淵の力！ Bakugen! Shin'en no Chikara!?)[30]
29. ¡Segunda venida! ¡La terrible prueba del rey fugitivo! (再臨！脱出王の試練！ Sairin! Dasshutsu-ō no Shiren!?)[31]
30. ¡Para siempre! ¡Los gritos del corazón! (永遠！心の叫び！ Eien! Kokoro no Sakebi!?)[32]
31. ¡Extraño! ¡El poder de los Gammizer! (奇妙！ガンマイザーの力！ Kimyō! Ganmaizā no Chikara!?)[33]
32. ¡Reminiscencia! ¡El corazón oculto! (追憶！秘めた心！ Tsuioku! Himeta Kokoro!?)[34]
33. ¡Milagro! ¡Sentimientos infinitos! (奇跡！無限の想い！ Kiseki! Mugen no Omoi!?)[35]
34. ¡Errante! ¡El mundo de los sueños! (迷走！夢の世界！ Meisō! Yume no Sekai!?)[36]
35. ¡Realmente vale la pena! ¡El poder de la diversión! (真価！楽しさの力！ Shinka! Tanoshisa no Chikara!?)[37]
36. ¡Vehemente! ¡Declaración de Idol! (猛烈！アイドル宣言！ Mōretsu! Aidoru Sengen!?)[38]
37. ¡Dominados! ¡Los caminos de todos! (修得！それぞれの道！ Shūtoku! Sorezore no Michi!?)[39]
38. ¡Regreso! ¡Las almas de héroes! (復活！英雄の魂！ Fukkatsu! Eiyū no Tamashii!?)[40]
39. ¡Oposición! ¡Padre e hija! (対立！父と娘！ Tairitsu! Chichi to Musume!?)[41]
40. ¡Coraje! ¡Una resolución trágica! (勇気！悲壮な決断！ Yūki! Hisō na Ketsudan!?)[42]
41. ¡Convulsión! ¡La decisión del secretario! (激動！長官の決断！ Gekidō! Chōkan no Ketsudan!?)[43]
42. ¡Estupor! ¡La verdad sobre el ermitaño! (仰天！仙人の真実！ Gyōten! Sennin no Shinjitsu!?)[44]
43. ¡Conexión! ¡El chico genio! (接続！天才少年！ Setsuzoku! Tensai Shōnen!?)[45]
44. ¡Activación! ¡El terror de Demia! (起動！デミアの恐怖！ Kidō! Demia no Kyōfu!?)[46]
45. ¡Horror! ¡Un mundo que desaparece! (戦慄！消えゆく世界！ Senritsu! Kieyuku Sekai!?)[47]
46. ¡Duelo! ¡Las palabras del espadachín! (決闘！剣豪からの言葉！ Kettō! Kengō kara no Kotoba!?)[48]
47. ¡Concordia! ¡Las resoluciones de todos! (呼応！それぞれの覚悟！ Koō! Sorezore no Kakugo!?)[49]
48. ¡Final! ¡La cadena del penar! (終結！悲しみの連鎖！ Shūketsu! Kanashimi no Rensa!?)[50]
49. ¡Eternidad! ¡El poder de la humanidad! (無限！人の力！ Mugen! Hito no Chikara!?)[51]
50. ¡Futuro! ¡Sentimientos conectados! (未来！繋がる想い！ Mirai! Tsunagaru Omoi!?)[52]

### Películas
- Kamen Rider Ghost: Ikkyu Eyecon Contention! Quick Wit Battle!! (仮面ライダーゴースト: 一休眼魂アイコン争奪 とんち勝負バトル!! Kamen Raidā Gōsuto: Ikkyū Aikon Sōdatsu Ton Chi Batoru!!?): Especial para vídeo. Estrenado el 28 de noviembre de 2015
- Kamen Rider × Kamen Rider Ghost & Drive: Super Movie War Genesis (仮面ライダー×仮面ライダー ゴースト＆ドライブ 超MOVIE大戦ジェネシス Kamen Raidā × Kamen Raidā Gōsuto ando Doraibu Chō Mūbī Taisen Jeneshisu?): Película Crossover entre Kamen Rider Ghost y su predecesora Kamen Rider Drive. Estrenada el 12 de diciembre de 2015
- Kamen Rider Ghost: Ikkyu Intimacy! Awaken, My Quick Wit Power!! (仮面ライダーゴースト: 一休入魂! めざめよ、オレのとんち力！！ Kamen Raidā Gōsuto: Ikkyū Nyūkon! Mezameyo, Ore No Ton Chi Ryoku!!?): Especial para vídeo. Estrenado el 26 de diciembre de 2015
- Kamen Rider 1 (仮面ライダー1号 Kamen Raidā Ichigō?): Es una película que celebra los 45 años de la franquicia Kamen Rider. Estrenada el 26 de marzo de 2016
- The Legend of Hero Alain (アラン英雄伝 Aran Eiyū-den?): Especial para vídeo. Estrenado el 13 de abril de 2016
- Kamen Rider Ghost: The 100 Eyecons and Ghost’s Fateful Moment (劇場版 仮面ライダーゴースト: 100の眼魂とゴースト運命の瞬間 Gekijō-ban Kamen Raidā Gōsuto: Hyaku no Eyecon to Gōsuto Unmei no Toki?): Estrenada el 6 de agosto de 2016
- Kamen Rider Ghost: Truth! The Secret Of Heroes' Eyecons! (仮面ライダーゴースト: 真相！英雄眼魂のひみつ！ Kamen Raidā Gōsuto: Shinsō! Eiyū Aikon no Himitsu!?): Especial para vídeo. Estrenado el 1 de octubre de 2016
- Kamen Rider Ghost RE:BIRTH: Kamen Rider Specter (仮面ライダーゴースト RE:BIRTH 仮面ライダースペクター Kamen Raidā Gōsuto Ribāsu Kamen Raidā Supekutā?): Especial para video. Estrenado el 19 de abril de 2017

## Reparto
- Takeru Tenkūji: Shun Nishime[1]
- Makoto Fukami: Ryōsuke Yamamoto[1]
- Alain: Hayato Isomura[1]
- Alia: Reon Kadena[1]
- Edith: Naoto Takenaka[1]
- Akari Tsukimura: Hikaru Ōsawa[1]
- Onari: Takayuki Yanagi[1]
- Yurusen: Aoi Yūki[1]
- Adel: Akihiro Mayama [1]
- Jabel: Sotaro Yasuda[1]
- Igor: Hiroshi Yamamoto[1]
- Gyro: Seiji Takaiwa[1]
- Chikara Saionji: Yoshiyuki Morishita[1]
- Voz del Ghost Driver: m.c.A.T
- Narrador: Kazuya Ichijō

## Temas musicales

### Tema de entrada
- "Warera Omou, Yue ni Warera Ari" (我ら思う、故に我ら在り?  "Pensamos, por lo tanto, somos")
  - Letra: DJ Ozma
  - Música: DJ Ozma
  - Arreglos: Takeshi Kiuchi
  - Intérprete: Kishidan

### Tema de cierre
- "Warera Omou, Yue ni Warera Ari" (我ら思う、故に我ら在り?  "Pensamos, por lo tanto, somos")
  - Letra: DJ Ozma
  - Música: DJ Ozma
  - Arreglos: Takeshi Kiuchi
  - Intérprete: Kishidan